# Метод простої ітерації
Метод простої ітерації - метод обчислення нерухомої точки функції, один з методів наближеного розв'язування інтегральних лінійних рівнянь.

## Умови застосування

Ілюстрація методу

Цей метод застосовується до функцій виду {\displaystyle x=\varphi (x)}.
Щоб від функції f(x)=0 перейти до нашої можна подати {\displaystyle \varphi (x)} у вигляді: {\displaystyle \varphi (x)=x+\psi (x)f(x)}, де {\displaystyle \psi } - будь-яка знакостала, неперервна функція (наприклад {\displaystyle \psi (x)=1} щоправда тоді це буде метод релаксації ).
Але функція {\displaystyle \psi (x)} вибирається не просто так, а щоб {\displaystyle \varphi (x)} задовольняла умові:
{\displaystyle \max _{x\in [a,b]}|\varphi '(x)|<1}

## Алгоритм
Беремо будь-яке {\displaystyle x_{0}}, і виконуємо ітерацію:
{\displaystyle x_{k+1}=\varphi (x_{k})}.

## Зноски
1. ↑  ЕК1973, с. 331.